# Самедов Віталій Юнусович
Віталій Юнусович Самедов (24 вересня 1919, місто Нижній Новгород, тепер Російська Федерація — 11 листопада 2015, місто Москва, Російська Федерація) — радянський державний діяч, 2-й секретар ЦК КП Азербайджану. Кандидат філософських наук (1948), доктор філософських наук (1962). Депутат Верховної ради Азербайджанської РСР. Депутат Верховної ради СРСР 4-го скликання.

## Життєпис
Народився в родині службовця Юнуса Бабаєвич Самедова і Ганни Сергіївни Фалєєвої. З тринадцятирічного віку мешкав один, закінчив середню школу, навчався на енергетичному факультеті Азербайджанського індустріального інституту. Під час навчання вступив до комсомолу, був відповідальним секретарем, а згодом редактором багатотиражної інститутської газети «За нафтові кадри».
З липня 1941 року служив у Червоній армії в складі навчального батальйону з підготовки молодшого командного складу 31-ї стрілецької дивізії 44-ї армії Закавказького фронту. У листопаді 1941 року був демобілізований за наказом Наркомату оборони СРСР про повернення студентів останнього курсу індустріальних вишів для завершення навчання та використання за спеціальністю в промисловості, що працювала на оборону.
У 1942 році достроково закінчив енергетичний факультет Азербайджанського індустріального інституту.
Член ВКП(б) з травня 1942 року.
У 1942 році працював нетривалий час інженером-теплоенергетиком на ДРЕС імені Красіна в Баку, був звільненим секретарем комітету комсомолу Азербайджанського індустріального інституту. Потім був мобілізований до органів НКВС—НКДБ Азербайджанської РСР. Служив у економічному відділі, потім — у зовнішній розвідці. Брав участь у формуванні, підготовці та бойовому навчанні диверсійно-підривних груп на випадок окупації Закавказзя. Також працював над забезпеченням охорони Бакинської електростанції та організації транспортування озброєнь, отриманих ленд-лізом, через територію Ірану. Обирався секретарем комітету комсомолу Народного комісаріату державної безпеки Азербайджанської РСР.
У червні 1944 — 1947 року — 2-й секретар ЦК ЛКСМ Азербайджану.
У 1947 році закінчив заочно Вищу партійну школу ЦК ВКП(б).
У 1947—1950 роках — заступник завідувача промислово-транспортного відділу ЦК КП(б) Азербайджану; заступник завідувача відділу пропаганди і агітації Бакинського міського комітету КП(б) Азербайджану. З серпня 1948 року працював молодшим науковим співробітником сектору філософії Академії наук Азербайджанської РСР.
У вересні 1950 — червні 1951 року — директор Інституту історії і філософії Академії наук Азербайджанської РСР.
У червні 1951 — травні 1952 року — завідувач відділу науки і вищих навчальних закладів ЦК КП(б) Азербайджану.
24 травня 1952 — 23 листопада 1955 року — 2-й секретар ЦК КП Азербайджану. Звільнений з посади «через хворобу, у зв'язку з гострим захворюванням кровотворної системи».
З 1955 року — директор Інституту історії партії при ЦК КП Азербайджану — філії Інституту марксизму-ленінізму при ЦК КПРС.
З 1960 року працював в Інституті марксизму-ленінізму при ЦК КПРС у Москві. З 1971 року —  завідувач сектору історії марксизму-ленінізму Інституту марксизму-ленінізму при ЦК КПРС. Одночасно, з 1971 року — член Наукової ради Академії наук СРСР з проблеми суспільної думки. Основні дослідження в галузі історії марксизму-ленінізму, історії та філософії суспільної думки та революційного руху. Був членом КПРФ.
Помер 11 листопада 2015 року від серцевого нападу. Похований на Троєкурівському цвинтарі Москви.

## Основні твори
- Роль марксизму у розвитку біологічної науки. Баку: Вид-во Акад. наук АзРСР, 1950.
- Розвиток Й. В. Сталіним діалектичного та історичного матеріалізму в праці «Марксизм та питання мовознавства». Баку: Вид-во Акад. наук АзРСР, 1951.
- Нариси про творчий характер марксизму-ленінізму. Баку: Вид-во Акад. наук АзРСР, 1952.
- Творча роль марксизму-ленінізму у розвитку біологічної науки. Баку: Вид-во Акад. наук АзРСР, 1953.
- Поширення марксизму-ленінізму в Азербайджані. Баку: Азернешр, 1962—1966. 2 томи.

## Звання
- лейтенант (.04.1943)

## Нагороди
- орден Трудового Червоного Прапора (1981)
- медаль «За оборону Кавказу»
- медаль «За перемогу над Німеччиною у Великій Вітчизняній війні 1941—1945 рр.»
- медаль «За доблесну працю у Великій Вітчизняній війні 1941—1945 рр.»
- медалі